# Lista de episódios de House of Cards
House of Cards é uma websérie norte-americana de drama político criada por Beau Willimon para a Netflix. Sua primeira temporada, baseada na minissérie homônima da BBC e na série de livros escritos por Michael Dobbs, estreou exclusivamente no serviço de streaming da Netflix no dia 1º de fevereiro de 2013.
Kevin Spacey protagoniza o congressista Francis Underwood, líder da maioria, que, após ter sido deixado de lado para o cargo de Secretário de Estado, inicia um plano para alcançar uma grande posição de poder, ajudado por sua esposa, Claire Underwood, interpretada por Robin Wright.
A sexta e ultima temporada foi lançada no dia 2 de novembro de 2018, sem a presença de Spacey no elenco, após a sua demissão devido a acusações de abusos sexuais cometidos por ele, sendo protagonizada por Robin Wright.

## Resumo
| Temporada | Temporada | Episódios | Episódios | Originalmente lançado   |
| --------- | --------- | --------- | --------- | ----------------------- |
|           | 1         | 13        | 13        | 1 de fevereiro de 2013  |
|           | 2         | 13        | 13        | 14 de fevereiro de 2014 |
|           | 3         | 13        | 13        | 27 de fevereiro de 2015 |
|           | 4         | 13        | 13        | 4 de março de 2016      |
|           | 5         | 13        | 13        | 30 de maio de 2017      |
|           | 6         | 8         | 8         | 2 de novembro de 2018   |

## Episódios

### 1ª Temporada (2013)
| Ep. Série | Ep. Temporada | Título Original | Dirigido por      | Escrito por                             | Data de exibição original | Código de produção |
| --------- | ------------- | --------------- | ----------------- | --------------------------------------- | ------------------------- | ------------------ |
| 1         | 1             | "Chapter 1"     | David Fincher     | Beau Willimon                           | 1 de fevereiro de 2013    | HOC-101            |
| 2         | 2             | "Chapter 2"     | David Fincher     | Beau Willimon                           | 1 de fevereiro de 2013    | HOC-102            |
| 3         | 3             | "Chapter 3"     | James Foley       | Keith Huff e Beau Willimon              | 1 de fevereiro de 2013    | HOC-103            |
| 4         | 4             | "Chapter 4"     | James Foley       | Rick Cleveland e Beau Willimon          | 1 de fevereiro de 2013    | HOC-104            |
| 5         | 5             | "Chapter 5"     | Joel Schumacher   | Sarah Treem                             | 1 de fevereiro de 2013    | HOC-105            |
| 6         | 6             | "Chapter 6"     | Joel Schumacher   | Sam Forman                              | 1 de fevereiro de 2013    | HOC-106            |
| 7         | 7             | "Chapter 7"     | Charles McDougall | Kate Barnow e Beau Willimon             | 1 de fevereiro de 2013    | HOC-107            |
| 8         | 8             | "Chapter 8"     | Charles McDougall | Beau Willimon                           | 1 de fevereiro de 2013    | HOC-108            |
| 9         | 9             | "Chapter 9"     | James Foley       | Beau Willimon e Rick Cleveland          | 1 de fevereiro de 2013    | HOC-109            |
| 10        | 10            | "Chapter 10"    | Carl Franklin     | Sarah Treem                             | 1 de fevereiro de 2013    | HOC-110            |
| 11        | 11            | "Chapter 11"    | Carl Franklin     | Keith Huff, Kate Barnow e Beau Willimon | 1 de fevereiro de 2013    | HOC-111            |
| 12        | 12            | "Chapter 12"    | Allen Coulter     | Gina Gionfriddo e Beau Willimon         | 1 de fevereiro de 2013    | HOC-112            |
| 13        | 13            | "Chapter 13"    | Allen Coulter     | Beau Willimon                           | 1 de fevereiro de 2013    | HOC-113            |

### 2ª Temporada (2014)
| Ep. Série | Ep. Temporada | Título Original | Dirigido por  | Escrito por                     | Data de exibição original | Código de produção |
| --------- | ------------- | --------------- | ------------- | ------------------------------- | ------------------------- | ------------------ |
| 14        | 1             | "Chapter 14"    | Carl Franklin | Beau Willimon                   | 14 de fevereiro de 2014   | HOC-201            |
| 15        | 2             | "Chapter 15"    | Carl Franklin | Beau Willimon                   | 14 de fevereiro de 2014   | HOC-202            |
| 16        | 3             | "Chapter 16"    | James Foley   | Bill Cain                       | 14 de fevereiro de 2014   | HOC-203            |
| 17        | 4             | "Chapter 17"    | James Foley   | Laura Eason                     | 14 de fevereiro de 2014   | HOC-204            |
| 18        | 5             | "Chapter 18"    | John Coles    | Kenneth Lin                     | 14 de fevereiro de 2014   | HOC-205            |
| 19        | 6             | "Chapter 19"    | John Coles    | John Mankiewicz                 | 14 de fevereiro de 2014   | HOC-206            |
| 20        | 7             | "Chapter 20"    | James Foley   | Bill Kennedy                    | 14 de fevereiro de 2014   | HOC-207            |
| 21        | 8             | "Chapter 21"    | James Foley   | David Manson                    | 14 de fevereiro de 2014   | HOC-208            |
| 22        | 9             | "Chapter 22"    | Jodie Foster  | Beau Willimon                   | 14 de fevereiro de 2014   | HOC-209            |
| 23        | 10            | "Chapter 23"    | Robin Wright  | Laura Eason e Beau Willimon     | 14 de fevereiro de 2014   | HOC-210            |
| 24        | 11            | "Chapter 24"    | John Coles    | John Mankiewicz e Beau Willimon | 14 de fevereiro de 2014   | HOC-211            |
| 25        | 12            | "Chapter 25"    | James Foley   | Beau Willimon                   | 14 de fevereiro de 2014   | HOC-212            |
| 26        | 13            | "Chapter 26"    | James Foley   | Beau Willimon                   | 14 de fevereiro de 2014   | HOC-213            |

### 3ª Temporada (2015)
| Ep. Série | Ep. Temporada | Título Original | Dirigido por      | Escrito por          | Data de exibição original | Código de produção |
| --------- | ------------- | --------------- | ----------------- | -------------------- | ------------------------- | ------------------ |
| 27        | 1             | "Chapter 27"    | John David Coles  | Beau Willimon        | 27 de fevereiro de 2015   | HOC-301            |
| 28        | 2             | "Chapter 28"    | John David Coles  | John Mankiewicz      | 27 de fevereiro de 2015   | HOC-302            |
| 29        | 3             | "Chapter 29"    | Tucker Gates      | Frank Pugliese       | 27 de fevereiro de 2015   | HOC-303            |
| 30        | 4             | "Chapter 30"    | Tucker Gates      | Laura Eason          | 27 de fevereiro de 2015   | HOC-304            |
| 31        | 5             | "Chapter 31"    | James Foley       | Kenneth Lin          | 27 de fevereiro de 2015   | HOC-305            |
| 32        | 6             | "Chapter 32"    | James Foley       | Melissa James Gibson | 27 de fevereiro de 2015   | HOC-306            |
| 33        | 7             | "Chapter 33"    | John Dahl         | Beau Willimon        | 27 de fevereiro de 2015   | HOC-307            |
| 34        | 8             | "Chapter 34"    | John Dahl         | Bill Kennedy         | 27 de fevereiro de 2015   | HOC-308            |
| 35        | 9             | "Chapter 35"    | Robin Wright      | John Mankiewicz      | 27 de fevereiro de 2015   | HOC-309            |
| 36        | 10            | "Chapter 36"    | Agnieszka Holland | Frank Pugliese       | 27 de fevereiro de 2015   | HOC-310            |
| 37        | 11            | "Chapter 37"    | Agnieszka Holland | Melissa James Gibson | 27 de fevereiro de 2015   | HOC-311            |
| 38        | 12            | "Chapter 38"    | Robin Wright      | Beau Willimon        | 27 de fevereiro de 2015   | HOC-312            |
| 39        | 13            | "Chapter 39"    | James Foley       | Beau Willimon        | 27 de fevereiro de 2015   | HOC-313            |

### 4ª Temporada (2016)
| Ep. Série | Ep. Temporada | Título Original | Dirigido por     | Escrito por                        | Data de exibição original | Código de produção |
| --------- | ------------- | --------------- | ---------------- | ---------------------------------- | ------------------------- | ------------------ |
| 40        | 1             | "Chapter 40"    | Tucker Gates     | Beau Willimon                      | 4 de março de 2016        | HOC-401            |
| 41        | 2             | "Chapter 41"    | Tucker Gates     | Melissa James Gibson               | 4 de março de 2016        | HOC-402            |
| 42        | 3             | "Chapter 42"    | Robin Wright     | Frank Pugliese                     | 4 de março de 2016        | HOC-403            |
| 43        | 4             | "Chapter 43"    | Robin Wright     | John Mankiewicz                    | 4 de março de 2016        | HOC-404            |
| 44        | 5             | "Chapter 44"    | Tom Shankland    | Kenneth Lin                        | 4 de março de 2016        | HOC-405            |
| 45        | 6             | "Chapter 45"    | Tom Shankland    | Laura Eason                        | 4 de março de 2016        | HOC-406            |
| 46        | 7             | "Chapter 46"    | Tom Shankland    | Bill Kennedy                       | 4 de março de 2016        | HOC-407            |
| 47        | 8             | "Chapter 47"    | Alex Graves      | John Mankiewicz                    | 4 de março de 2016        | HOC-408            |
| 48        | 9             | "Chapter 48"    | Robin Wright     | Frank Pugliese                     | 4 de março de 2016        | HOC-409            |
| 49        | 10            | "Chapter 49"    | Robin Wright     | Melissa James Gibson e Kenneth Lin | 4 de março de 2016        | HOC-410            |
| 50        | 11            | "Chapter 50"    | Kari Skogland    | Tian Jun Gu                        | 4 de março de 2016        | HOC-411            |
| 51        | 12            | "Chapter 51"    | Jakob Verbruggen | Laura Eason e Bill Kennedy         | 4 de março de 2016        | HOC-412            |
| 52        | 13            | "Chapter 52"    | Jakob Verbruggen | Beau Willimon                      | 4 de março de 2016        | HOC-413            |

### 5ª Temporada (2017)
| Ep. Série | Ep. Temporada | Título Original | Dirigido por      | Escrito por                           | Data de exibição original | Código de produção |
| --------- | ------------- | --------------- | ----------------- | ------------------------------------- | ------------------------- | ------------------ |
| 53        | 1             | "Chapter 53"    | Daniel Minahan    | Frank Pugliese                        | 30 de maio de 2017        | HOC-501            |
| 54        | 2             | "Chapter 54"    | Daniel Minahan    | Melissa James Gibson                  | 30 de maio de 2017        | HOC-502            |
| 55        | 3             | "Chapter 55"    | Alik Sakharov     | John Mankiewicz                       | 30 de maio de 2017        | HOC-503            |
| 56        | 4             | "Chapter 56"    | Alik Sakharov     | Kenneth Lin                           | 30 de maio de 2017        | HOC-504            |
| 57        | 5             | "Chapter 57"    | Michael Morris    | Laura Eason                           | 30 de maio de 2017        | HOC-505            |
| 58        | 6             | "Chapter 58"    | Michael Morris    | Bill Kennedy                          | 30 de maio de 2017        | HOC-506            |
| 59        | 7             | "Chapter 59"    | Alik Sakharov     | Tian Jun Gu                           | 30 de maio de 2017        | HOC-507            |
| 60        | 8             | "Chapter 60"    | Roxann Dawson     | John Mankiewicz                       | 30 de maio de 2017        | HOC-508            |
| 61        | 9             | "Chapter 61"    | Roxann Dawson     | Bill Kennedy                          | 30 de maio de 2017        | HOC-509            |
| 62        | 10            | "Chapter 62"    | Agnieszka Holland | Kenneth Lin                           | 30 de maio de 2017        | HOC-510            |
| 63        | 11            | "Chapter 63"    | Agnieszka Holland | Laura Eason                           | 30 de maio de 2017        | HOC-511            |
| 64        | 12            | "Chapter 64"    | Robin Wright      | Frank Pugliese e Melissa James Gibson | 30 de maio de 2017        | HOC-512            |
| 65        | 13            | "Chapter 65"    | Robin Wright      | Melissa James Gibson e Frank Pugliese | 30 de maio de 2017        | HOC-513            |

### 6ª Temporada (2018)
| Ep. Série | Ep. Temporada | Título Original | Dirigido por     | Escrito por                           | Data de exibição original | Código de produção |
| --------- | ------------- | --------------- | ---------------- | ------------------------------------- | ------------------------- | ------------------ |
| 66        | 1             | "Chapter 66"    | Alik Sakharov    | Melissa James Gibson e Frank Pugliese | 2 de novembro de 2018     | HOC-621            |
| 67        | 2             | "Chapter 67"    | Ami Canaan Mann  | Frank Pugliese e Melissa James Gibson | 2 de novembro de 2018     | HOC-622            |
| 68        | 3             | "Chapter 68"    | Stacie Passon    | Charlotte Stoudt e Sharon Hoffman     | 2 de novembro de 2018     | HOC-623            |
| 69        | 4             | "Chapter 69"    | Ernest Dickerson | Jerome Hairston e Tian Jun Gu         | 2 de novembro de 2018     | HOC-624            |
| 70        | 5             | "Chapter 70"    | Thomas Schlamme  | Jason Horwitch e Charlotte Stoudt     | 2 de novembro de 2018     | HOC-625            |
| 71        | 6             | "Chapter 71"    | Louise Friedberg | Jason Horwitch e Jerome Hairston      | 2 de novembro de 2018     | HOC-626            |
| 72        | 7             | "Chapter 72"    | Alik Sakharov    | Melissa James Gibson e Frank Pugliese | 2 de novembro de 2018     | HOC-627            |
| 73        | 8             | "Chapter 73"    | Robin Wright     | Frank Pugliese e Melissa James Gibson | 2 de novembro de 2018     | HOC-628            |